# Pseudolimnophila compta
Pseudolimnophila compta är en tvåvingeart som beskrevs av Alexander 1930. Pseudolimnophila compta ingår i släktet Pseudolimnophila och familjen småharkrankar.
Artens utbredningsområde är Uganda. Inga underarter finns listade i Catalogue of Life.